# Akademin för tekniska vetenskaper
Akademin för tekniska vetenskaper (finska: Teknillisten tieteiden akatemia), grundad 1957, är ett finländsk vetenskapligt sällskap med säte i Helsingfors.
Akademin har till ändamål att främja teknologisk forskning och teknisk utveckling samt därmed förknippad ekonomisk forskning. Antalet ordinarie ledamöter (under 65 år) är högst 230. Verksamheten finansieras till stor del med statsunderstöd.
Akademin för tekniska vetenskaper ingår som en medlemsorganisation i De tekniskvetenskapliga akademierna.